# Staufenberg (Hesse)
Staufenberg é uma cidade alemã localizada no distrito de Gießen no estado federal Hesse.
O nome da cidade deriva do Castelo de Staufenberg (Burg Staufenberg), documentado pela primeira vez em 1233 como Stouphenberch (montanha rochosa).
A 13 km ao sul de Staufenberg localiza-se Gießen e a 20 km ao norte Marburg an der Lahn.